# Salvador Gabarró Serra
Salvador Gabarró Serra (San Guim de Freixanet, Lérida, 12 de octubre de 1935-Barcelona, 17 de marzo de 2017) fue un empresario español, presidente de honor de Gas Natural Fenosa.
Doctor Ingeniero Industrial por la Universidad Politécnica de Cataluña y PDG por el IESE Business School de la Universidad de Navarra. Tras un período de un año en Perfumería Parera S. A., ingresó en Compañía Roca Radiadores, S. A., donde después de pasar por diferentes cargos fue nombrado director general de Producción en 1969 y gerente en 1974. En noviembre de 2000, después de haber cumplido los 65 años, se retiró dejando el cargo de gerente. Durante su estancia en la empresa, convirtió a Roca en líder mundial de su sector. 
Miembro del Consejo de Administración de Gas Natural desde julio de 2003, fue nombrado presidente en octubre de 2004. En marzo de 2009, tras la entrada de Gas Natural en el capital de Unión Fenosa, pasó a ocupar también la presidencia de la eléctrica. En septiembre de ese mismo año, lideró la fusión de Gas Natural y de Unión Fenosa. Durante esos años transformó Gas Natural en una de las principales compañías energéticas del país (la primera totalmente integrada por gas y electricidad).
Hasta junio de 2014 fue vicepresidente primero de "la Caixa" y vicepresidente de la Fundación "la Caixa". Fue así mismo, consejero de CaixaBank, miembro de la Comisión de Auditoría y Control de CaixaBank y presidente de la Fundación Gas Natural Fenosa. 
También fue presidente del Círculo de Economía (1999-2002) y miembro de la Cámara de Comercio de Barcelona.

## Cargos
| Empresa                      | Cargo                        |
| ---------------------------- | ---------------------------- |
| Gas Natural                  | Presidente (2004-sept. 2016) |
| Unión Fenosa                 | Presidente (2004-sept. 2016) |
| Fundación Gas Natural Fenosa | Presidente                   |
| CaixaBank                    |                              |